# Európai rövidszőrű

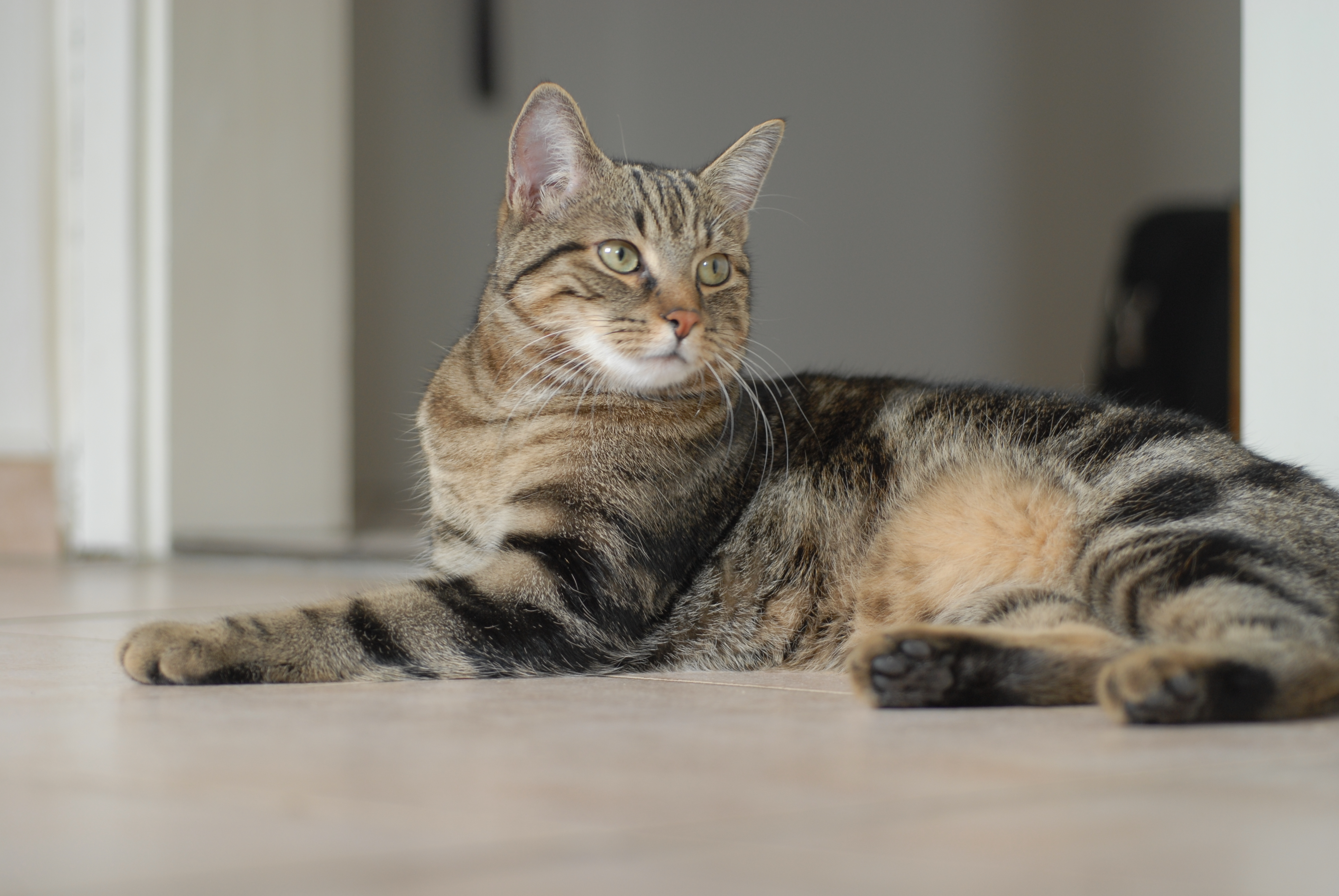
európai rövidszőrű macska

Az európai rövidszőrű, a FIFe-ben és a WCF-ben európai nevű macskafajta Európából származik. A kifejezést az Európában honos házi macskák komplex megnevezésére is használják. Ezzel  némi zavart okozva, hogy e fajtának törzskönyvileg hasonlítania kellene a tipikus európai macskákhoz. A WCF-ben az európai rövidszőrű macskához hasonló fajta a kelta rövidszőrű. Régebben a két fajta hasonlóságai miatt csak kelta rövidszőrűként tartották nyilván, de ez a fajta különbségeket mutat az európaiakkal szemben, és a WCF most már nyilvántartásba veszi az európai rövidszőrű macskákat, elkülönítve ezzel a kelta rövidszőrűektől.
A 20. század elejéig a vezető szerepet az európai macskafajták között a brit rövidszőrű tartotta, annak ellenére, hogy az zömökebb, mint az európai macskák többsége. Egészen 1949-ig, amikor az európai röviszőrű fajtát a Fédération internationale féline (FIFe) elismerte. A legidősebb ismert európai rövidszőrű, melyet a FIFe-ben bejegyeztek 1940-ben született, mint az európai rövidszőrüek eredete, ezzel megelőzve a fajta elismerésének idejét, mivel az európai rövidszőrű fajta csak 1949-ben lett FIFe által elismerve. Az európai rövidszőrű megállapított fajtaszabványait az 1930-as évek különböző macskás könyvei már tartalmazták.

## Származás
Az európai rövidszőrű macskát lehet hasonlítani egyfajta házimacskához, mely természetesen fejlődött, vagyis anélkül, hogy különleges tenyésztési szabályok vonatkoznának rá. Az európai rövidszőrű társakkal Nagy-Britanniában (brit rövidszőrű) és USA-ban (amerikai rövidszőrű) rendelkezik, bár ezeket a fajtákat már hosszabb ideig tenyésztették. A Brit rövidszőrű a Perzsa macskával lett keresztezve, melyet szelektíven tenyésztettek, hogy kissé tömzsibb testű és rövidebb orrú, valamint vastagabb bundájú macskává váljon. A skandináv tenyésztők számára zavaró volt, hogy a Brit rövidszőrűeket európai rövidszőrűnek nevezték, annak ellenére, hogy másként néztek ki. A felinológiai szövetségek mindkét macskafajtát egyetlen fajtaként azonosították, ami azt jelenti, hogy ugyanazokkal a fajta-szabványokkal osztályozták őket a macska versenyeken, egészen 1982-ig, amikor a FIFe a skandináv típusú európai rövidszőrűt különálló fajként regisztrálta, saját fajtaszabványaival.

## Várható élettartam
A várható élettartam attól függ, hogy a macska szabadban van-e. Egy kültéri macska átlagos élettartama 14 év. A bent élő társai, jó körülmények közt, megfelelő táplálékok fogyasztása mellett ennél lényegesen többet, akár 20 évnél is tovább élhetnek.

## Vérmérséklet
A fajta az európai rövidszőrű természetes egérvadászokból fejlődött ki azzal a szándékkal, hogy erősítse a házi macskák legkívánatosabb személyiségjegyeit. A legtöbb európai rövidszőrű erős és aktív. Általában barátságosak minden korosztály számára. Más macskákkal jól kijönnek, és jól tolerálják a kutyákat is. Az európai rövidszőrűek intelligensek és játékosak, a legtöbbjük kitűnően ért a házak és a kertek mindenféle rágcsálóktól való mentesítéséhez és ennek az állapotnak fenntartásához. A változásokat és az aktív otthont nagyon jól kezelik, így alkalmasak a gyermekes családok számára.

## Fizikai tulajdonságok

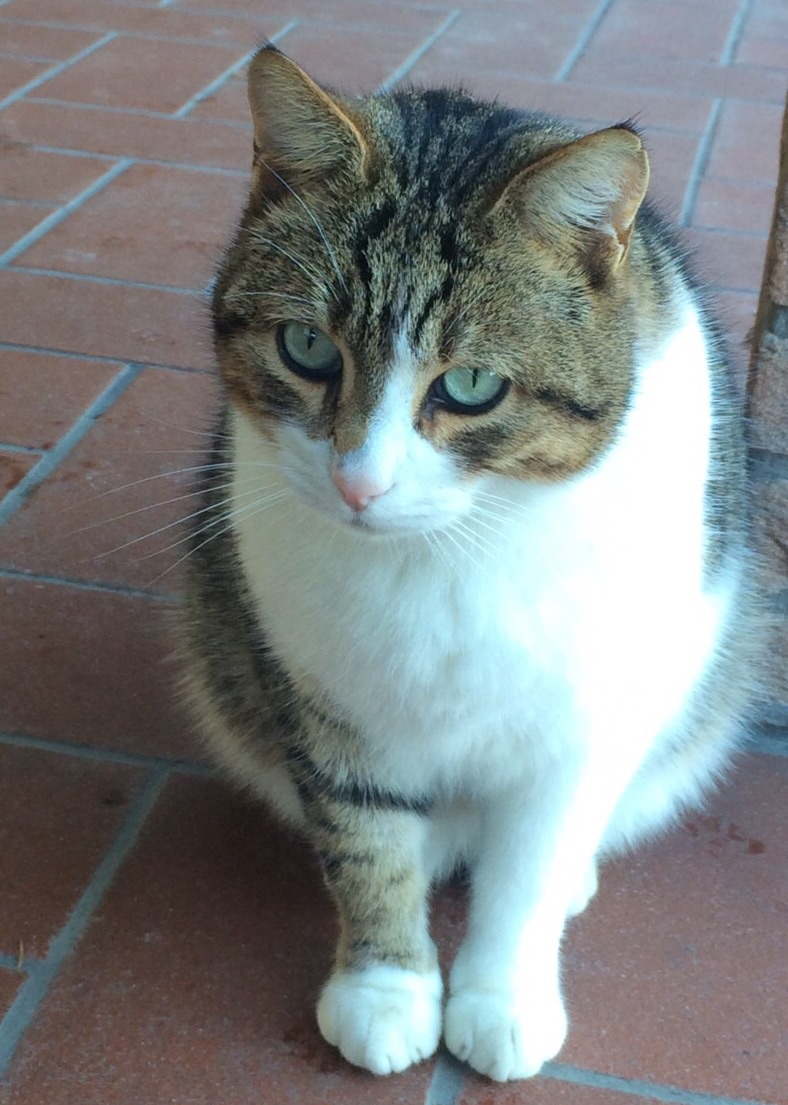
3 éves európai hím macska

A megjelenés szempontjából az európai rövidszőrű egy nagyon harmonikus és hajlékony macska, melynek egyetlen jellemzője sincs jelen túlzottan vagy kevésbé jelen az eredeti Európában élő házimacskákhoz hasonlítva. Az európai rövidszőrű macskák jellemzően izmosak, méretüket tekintve inkább közepes és nagy testűek, széles, izmos mellkassal. Az erős lábak átlagos hosszúságúak és a mancsok kerekek. A farok tőben meglehetősen vastag, mely egy lekerekített csúcsra keskenyedik.
A fej kerek, és hosszabbnak kell lennie, mint amennyire széles, így nem annyira kerek, mint a brit rövidszőrű társának. A fülek közepes méretűek; a fül szélessége a fülek magasságának felel meg, amely kissé lekerekített csúccsal rendelkezik. Meglehetősen szélesek és egyenesek. A szemek sarkai lekerekítettek és bármilyen színűek lehetnek.
Az európai rövidszőrű bundája sűrű, rövid, csillogó és rugalmas. Ez azt jelenti, hogy vissza kell állnia, miután a szőrszálak növésével ellentétesen kezünkkel megsimítjuk. Az európai rövidszőrűnek a rövidszőrű macskák fajta-szabványa szerint csak rövidszőrűnek szabad lennie. Minden természetes szín megengedett, mint például fekete, vörös, kék és krémszín, cirmokkal vagy anélkül. A mintázat ezüst vagy fehér kombinációja, nem engedélyezett a FIFe-ben. Tiszta fehér szintén megengedett. A szem színe hasonul a bunda színéhez, és lehet sárga, zöld vagy narancssárga. Kék vagy furcsa szemű egyének megengedettek, amennyiben a bunda színe fehér.

## A fajta leírása
- Fej: Meglehetősen széles, lekerekített kontúrokkal, de egy kicsit hosszabb, mint széles. Enyhén lekerekített koponya és homlok. Jól fejlett pofa, különösen hímeknél. Egyenes, mérsékelten hosszú és széles orr, a szemek között enyhe görbülettel. Lekerekített, szilárd áll.
- Fülek: Közepes méretűek, kissé lekerekítettek, melyek a hegyeknél lehetnek bojtosak. A fülek magassága megfelel a fül alap szélességének.
- Szemek: Nagy, kerek, szélesen elválasztott, enyhén ferde. A színének tisztának, fényesnek kell lennie, melynek illenie kell a bundázathoz.
- Nyak: közepesen hosszú és izmos.
- Test: Meglehetősen hosszú, nem vaskos. Teste zömök, erős és izmos. Széles, jól fejlett mellkas.
- Végtagok: Erős és izmos, közepes hosszúságúak, fokozatosan szűkülve vezetnek a kerek mancsokba.
- Mancs: Mérsékelten hosszú, erős, szilárd, egyenletesen elkeskenyedik a mancsok irányába, melyek kerekek és szilárdak.
- Farok: Mérsékelten hosszú, meglehetősen vastag az alapnál, és fokozatosan egy kerek csúcsra keskenyedik.
- Bundája: Rövid, sűrű, csillogó . Az engedélyezett színek az elrendezéstől függenek. A csíkos vagy a pöttyös mintafajták és az alábbi színek nem engedélyezettek: barna, csokoládé, orgona, fahéj, borostyán.
- Hibák: A test túl nagy, túl vaskos és/vagy zömök. Erős hasonlóság a brit rövidszőrű vagy amerikai rövidszőrűvel. Lógós áll. Lógó toka. Hosszú, gyapjas szőrzet.

## Népszerűsége
A fajta leginkább Skandináviában népszerű, mivel ott folyamatosan magas a hasonló kinézetű macskák populációja Európában. Az európai rövidszőrű macska kiválasztódása a tanulékonyságának és jókedélyének köszönhető. Európai rövidszőrű a veszélyeztetett fajok listáján van Svédországban, a finnek nemzeti macskája.